# Nyodes viridirufa
Nyodes viridirufa är en fjärilsart som beskrevs av George Francis Hampson 1918. Nyodes viridirufa ingår i släktet Nyodes och familjen nattflyn. Inga underarter finns listade i Catalogue of Life.